# جوني ماكارثي
جوني ماكارثي (بالإنجليزية: Johnny McCarthy)‏ مواليد 25 أبريل 1934 في بوفالو، هو مدرب كرة سلة أمريكي ولاعب سابق. بدأ مسيرته الاحترافية في سنة 1956. تم اختياره من قبل فريق سكرامنتو كينغز خلال الدرافت. يبلغ طوله 6 قدم 1 بوصة (1.9 م). اعتزل اللعب في 1964. فاز بلقب دوري إن بي إيه. أحرز خلال مسيرته في الإن بي إيه 2450 نقطة بمعدل 7.8 نقاط في المباراة الواحدة.

## روابط خارجية
- جوني ماكارثي على موقع إن بي أي (الإنجليزية)
- جوني ماكارثي على موقع سبورتس رفرنس (الإنجليزية)
- جوني ماكارثي على موقع كلية كرة السلة في سبورتس رفرنس.كوم (الإنجليزية)
- جوني ماكارثي على موقع ريلجم (الإنجليزية)
- جوني ماكارثي على موقع بروبوليرز (الإنجليزية)
- جوني ماكارثي على موقع سبورتس رفرنس (الإنجليزية)
- جوني ماكارثي على موقع كلية كرة السلة في سبورتس رفرنس.كوم (الإنجليزية)